# Copa da Ásia de 2015
A Copa da Ásia de 2015 foi a 16ª edição do torneio organizado pela Confederação Asiática de Futebol (AFC). Foi realizada pela primeira vez na Austrália, entre 9 e 31 de janeiro.
Em sua segunda final consecutiva, a Austrália venceu a Coreia do Sul por 2 a 1, na prorrogação, e conquistou o título pela primeira vez desde que transferiu-se para a AFC em 2006. Como campeão continental garantiu o direito de participar da Copa das Confederações FIFA de 2017, na Rússia.

## Candidatura
A Austrália foi escolhida como anfitriã em 5 de janeiro de 2011, depois de ter sido o único concorrente pelo direito de sediar o torneio. Os jogos foram disputados em cinco estádios de cinco cidades diferentes: Sydney, Melbourne, Brisbane, Camberra e Newcastle. Foi a primeira vez que a Austrália abrigou o torneio, e também foi a primeira vez que a Copa da Ásia foi hospedada fora do continente.

## Eliminatórias

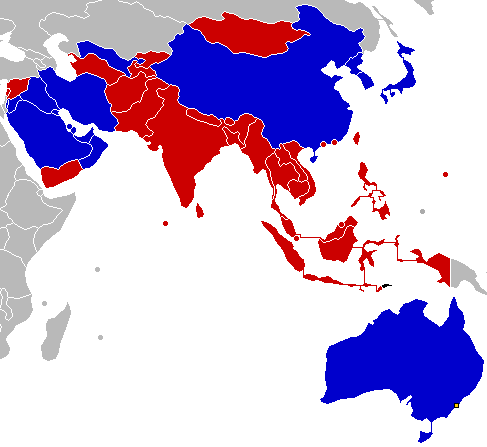
Classificado
Não se classificou

O processo de qualificação determinou as 16 equipes participantes do torneio. Como anfitriã, a Austrália estava automaticamente qualificada para a fase final, enquanto os restantes 15 participantes (com exceção do Japão e da Coreia do Sul que se classificaram através da sua posição na Copa da Asiática anterior) foram decididos através de um processo de qualificação, com 44 equipes, entre fevereiro de 2013 a março 2014.
Dez lugares foram determinadas através das eliminatórias, enquanto seis lugares foram reservados para a nação anfitriã, três primeiros colocados no Copa da Ásia de 2011, e os dois vencedores do AFC Challenge Cup. Porém, como a nação anfitriã, Austrália também terminou como vice-campeã na Copa asiática, uma vaga a mais foi definida através das eliminatórias, onde 20 seleções da AFC competiram. As duas melhores equipes de cada grupo e um melhor terceiro colocado entre todos os grupos se classificaram para o torneio.
Através da AFC Challenge Cup participaram as seleções consideradas emergentes e em desenvolvimento entre as associações filiadas a AFC. Os vencedores dos torneios de 2012 e 2014 classificaram-se automaticamente para a Copa da Ásia de 2015.

### Seleções classificadas
| País                   | Classificada como                     | Presenças anteriores                                                        |
| ---------------------- | ------------------------------------- | --------------------------------------------------------------------------- |
| Austrália              | Anfitrião                             | 2 (2007, 2011)                                                              |
| Japão                  | Campeão da Copa da Ásia de 2011       | 7 (1988, 1992, 1996, 2000, 2004, 2007, 2011)                                |
| Coreia do Sul          | 3º lugar da Copa da Ásia de 2011      | 12 (1956, 1960, 1964, 1972, 1980, 1984, 1988, 1996, 2000, 2004, 2007, 2011) |
| Coreia do Norte        | Campeão da AFC Challenge Cup de 2012  | 3 (1980, 1992, 2011)                                                        |
| Bahrein                | Vencedor do Grupo D das eliminatórias | 4 (1988, 2004, 2007, 2011)                                                  |
| Emirados Árabes Unidos | Vencedor do Grupo E das eliminatórias | 8 (1980, 1984, 1988, 1992, 1996, 2004, 2007, 2011)                          |
| Arábia Saudita         | Vencedor do Grupo C das eliminatórias | 8 (1984, 1988, 1992, 1996, 2000, 2004, 2007, 2011)                          |
| Omã                    | Vencedor do Grupo A das eliminatórias | 2 (2004, 2007)                                                              |
| Uzbequistão            | 2º lugar do Grupo E das eliminatórias | 5 (1996, 2000, 2004, 2007, 2011)                                            |
| Catar                  | 2º lugar do Grupo D das eliminatórias | 8 (1980, 1984, 1988, 1992, 2000, 2004, 2007, 2011)                          |
| Irã                    | Vencedor do Grupo B das eliminatórias | 12 (1968, 1972, 1976, 1980, 1984, 1988, 1992, 1996, 2000, 2004, 2007, 2011) |
| Kuwait                 | 2º lugar do Grupo B das eliminatórias | 9 (1972, 1976, 1980, 1984, 1988, 1996, 2000, 2004, 2011)                    |
| Jordânia               | 2º lugar do Grupo A das eliminatórias | 2 (2004, 2011)                                                              |
| Iraque                 | 2º lugar do Grupo C das eliminatórias | 7 (1972, 1976, 1996, 2000, 2004, 2007, 2011)                                |
| China                  | Melhor 3º lugar das eliminatórias     | 10 (1976, 1980, 1984, 1988, 1992, 1996, 2000, 2004, 2007, 2011)             |
| Palestina              | Campeão da AFC Challenge Cup de 2014  | 0 (Estreante)                                                               |

## Sedes
Em 27 de março de 2013 foi anunciado que as cidades de Sydney, Melbourne, Brisbane, Camberra e Newcastle receberiam os jogos.
| Sydney                        | Newcastle                                    | Brisbane                                     |
| ----------------------------- | -------------------------------------------- | -------------------------------------------- |
| Stadium Australia             | Newcastle Stadium                            | Brisbane Stadium                             |
| Capacidade: 84 000            | Capacidade: 33 000                           | Capacidade: 52 500                           |
|                               |                                              |                                              |
| Camberra                      | Brisbane Newcastle Sydney Camberra Melbourne | Brisbane Newcastle Sydney Camberra Melbourne |
| Canberra Stadium              | Brisbane Newcastle Sydney Camberra Melbourne | Brisbane Newcastle Sydney Camberra Melbourne |
| Capacidade: 25 011            | Brisbane Newcastle Sydney Camberra Melbourne | Brisbane Newcastle Sydney Camberra Melbourne |
|                               | Brisbane Newcastle Sydney Camberra Melbourne | Brisbane Newcastle Sydney Camberra Melbourne |
| Melbourne                     | Brisbane Newcastle Sydney Camberra Melbourne | Brisbane Newcastle Sydney Camberra Melbourne |
| Melbourne Rectangular Stadium | Brisbane Newcastle Sydney Camberra Melbourne | Brisbane Newcastle Sydney Camberra Melbourne |
| Capacidade: 30 050            | Brisbane Newcastle Sydney Camberra Melbourne | Brisbane Newcastle Sydney Camberra Melbourne |
|                               | Brisbane Newcastle Sydney Camberra Melbourne | Brisbane Newcastle Sydney Camberra Melbourne |

## Sorteio
O sorteio para a Copa da Ásia de 2015 foi realizado em 26 de março de 2014 na Ópera de Sydney. A distribuição por potes levou em consideração a colocação das seleções no ranking da FIFA de março de 2014 e se deu da seguinte maneira:
| Pote 1                                              | Pote 2                                                                           | Pote 3                                       | Pote 4                                                           |
| --------------------------------------------------- | -------------------------------------------------------------------------------- | -------------------------------------------- | ---------------------------------------------------------------- |
| Austrália (63) Irã (42) Japão (48) Uzbequistão (55) | Coreia do Sul (60) Emirados Árabes Unidos (61) Jordânia (66) Arábia Saudita (75) | Omã (81) China (98) Catar (101) Iraque (103) | Bahrein (106) Kuwait (110) Coreia do Norte (133) Palestina (167) |

## Arbitragem
A AFC selecionou doze árbitros e vinte e quatro assistentes para o torneio:
| Árbitros               | Assistentes                               |
| ---------------------- | ----------------------------------------- |
| AUS Benjamin Williams  | AUS Matthew Cream AUS Paul Centragolo     |
| JPN Ryuji Sato         | JPN Toru Sagara JPN Toshiyuki Nagi        |
| KOR Kim Jong-Hyeok     | KOR Jeong Hae-Sang KOR Yoon Kwang-Yeol    |
| IRN Alireza Faghani    | IRN Reza Sokhandan IRN Mohammad Abolfazli |
| OMA Abdullah Al Hilali | OMA Hamad Al Mayahi OMA Abu Bakar Al Amri |
| QAT Abdulrahman Abdou  | QAT Taleb Al-Marri QAT Ramzan Al-Naemi    |

| Árbitros                   | Assistentes                                       |
| -------------------------- | ------------------------------------------------- |
| KSA Fahad Al-Mirdasi       | KSA Badr Al-Shumrani KSA Abdulla Al Shalwai       |
| BHR Nawaf Shukralla        | BHR Yaser Tulefat BHR Ebrahim Saleh               |
| UAE Abdulla Hassan Mohamed | UAE Mohamed Al Hammadi UAE Hasan Al Mahri         |
| UZB Ravshan Irmatov        | UZB Abdukhamidullo Rasulov KGZ Bakhadyr Kochkarov |
| NZL Peter O'Leary          | NZL Jan-Hendrick Hintz NZL Mark Rule              |

## Fase de grupos
|  | Equipes classificadas às quartas de final |
|  | Equipes eliminadas                        |

Todas as partidas seguem o fuso horário da Austrália (UTC+11 / Brisbane UTC+10).

### Grupo A
| Seleção       | P | J | V | E | D | GP | GC | SG |
| ------------- | - | - | - | - | - | -- | -- | -- |
| Coreia do Sul | 9 | 3 | 3 | 0 | 0 | 3  | 0  | +3 |
| Austrália     | 6 | 3 | 2 | 0 | 1 | 8  | 2  | +6 |
| Omã           | 3 | 3 | 1 | 0 | 2 | 1  | 5  | –4 |
| Kuwait        | 0 | 3 | 0 | 0 | 3 | 1  | 6  | –5 |

| 9 de janeiro | Austrália                                                  | 4 – 1     | Kuwait    | Melbourne Rectangular Stadium, Melbourne     |
| 20:00        | Cahill 33' · Luongo 45' · Jedinak 62' (pen) · Troisi 90+2' | Relatório | Fadhel 8' | Público: 25 231 Árbitro: UZB Ravshan Irmatov |

| 10 de janeiro | Coreia do Sul         | 1 – 0     | Omã | Canberra Stadium, Camberra                 |
| 16:00         | Cho Young-Cheol 45+1' | Relatório |     | Público: 12 552 Árbitro: NZL Peter O'Leary |

| 13 de janeiro | Kuwait | 0 – 1     | Coreia do Sul   | Canberra Stadium, Camberra                  |
| 18:00         |        | Relatório | Nam Tae-Hee 36' | Público: 8 795 Árbitro: IRN Alireza Faghani |

| 13 de janeiro | Omã | 0 – 4     | Austrália                                                | Stadium Australia, Sydney               |
| 20:00         |     | Relatório | McKay 27' · Kruse 30' · Milligan 45+2' (pen) · Juric 70' | Público: 50 276 Árbitro: JPN Ryuji Sato |

| 17 de janeiro | Austrália | 0 – 1     | Coreia do Sul     | Brisbane Stadium, Brisbane                   |
| 19:00         |           | Relatório | Lee Jung-Hyup 33' | Público: 48 513 Árbitro: BHR Nawaf Shukralla |

| 17 de janeiro | Omã            | 1 – 0     | Kuwait | Newcastle Stadium, Newcastle                 |
| 20:00         | Al-Muqbali 69' | Relatório |        | Público: 7 499 Árbitro: KSA Fahad Al-Mirdasi |

### Grupo B
| Seleção         | P | J | V | E | D | GP | GC | SG |
| --------------- | - | - | - | - | - | -- | -- | -- |
| China           | 9 | 3 | 3 | 0 | 0 | 5  | 2  | +3 |
| Uzbequistão     | 6 | 3 | 2 | 0 | 1 | 5  | 3  | +2 |
| Arábia Saudita  | 3 | 3 | 1 | 0 | 2 | 5  | 5  | 0  |
| Coreia do Norte | 0 | 3 | 0 | 0 | 3 | 2  | 7  | –5 |

| 10 de janeiro | Uzbequistão | 1 – 0     | Coreia do Norte | Stadium Australia, Sydney                    |
| 18:00         | Sergeev 62' | Relatório |                 | Público: 12 078 Árbitro: BHR Nawaf Shukralla |

| 10 de janeiro | Arábia Saudita | 0 – 1     | China      | Brisbane Stadium, Brisbane                   |
| 19:00         |                | Relatório | Yu Hai 81' | Público: 12 557 Árbitro: IRN Alireza Faghani |

| 14 de janeiro | Coreia do Norte   | 1 – 4     | Arábia Saudita                                 | Melbourne Rectangular Stadium, Melbourne        |
| 18:00         | Ryang Yong-Gi 12' | Relatório | Hazazi 37' · Al-Sahlawi 52', 54' · Al Abed 76' | Público: 12 349 Árbitro: OMA Abdullah Al Hilali |

| 14 de janeiro | China                  | 2 – 1     | Uzbequistão | Brisbane Stadium, Brisbane                           |
| 19:00         | Wu Xi 54' · Sun Ke 68' | Relatório | Ahmedov 23' | Público: 13 674 Árbitro: UAE Abdullah Hassan Mohamed |

| 18 de janeiro | Uzbequistão                    | 3 – 1     | Arábia Saudita       | Melbourne Rectangular Stadium, Melbourne       |
| 20:00         | Rashidov 2', 78' · Shodiev 71' | Relatório | Al-Sahlawi 60' (pen) | Público: 10 871 Árbitro: AUS Benjamin Williams |

| 18 de janeiro | China          | 2 – 1     | Coreia do Norte    | Canberra Stadium, Camberra                     |
| 20:00         | Sun Ke 1', 42' | Relatório | Gao Lin 57' (g.c.) | Público: 18 457 Árbitro: OMA Abdulrahman Abdou |

### Grupo C
| Seleção                | P | J | V | E | D | GP | GC | SG |
| ---------------------- | - | - | - | - | - | -- | -- | -- |
| Irã                    | 9 | 3 | 3 | 0 | 0 | 4  | 0  | +4 |
| Emirados Árabes Unidos | 6 | 3 | 2 | 0 | 1 | 6  | 3  | +3 |
| Bahrein                | 3 | 3 | 1 | 0 | 2 | 3  | 5  | –2 |
| Catar                  | 0 | 3 | 0 | 0 | 3 | 2  | 7  | –5 |

| 11 de janeiro | Emirados Árabes Unidos              | 4 – 1     | Catar       | Canberra Stadium, Camberra                 |
| 18:00         | Khalil 37', 52' · Mabkhout 56', 90' | Relatório | Ibrahim 23' | Público: 5 513 Árbitro: KOR Kim Jong-Hyeok |

| 11 de janeiro | Irã                         | 2 – 0     | Bahrein | Melbourne Rectangular Stadium, Melbourne       |
| 20:00         | Hajsafi 45+1' · Shojaei 71' | Relatório |         | Público: 17 712 Árbitro: AUS Benjamin Williams |

| 15 de janeiro | Bahrein        | 1 – 2     | Emirados Árabes Unidos          | Canberra Stadium, Camberra              |
| 18:00         | Okwunwanne 26' | Relatório | Mabkhout 1' · Husain 74' (g.c.) | Público: 7 925 Árbitro: AUS Chris Beath |

| 15 de janeiro | Catar | 0 – 1     | Irã        | Stadium Australia, Sydney                    |
| 20:00         |       | Relatório | Azmoun 52' | Público: 22 672 Árbitro: UZB Ravshan Irmatov |

| 19 de janeiro | Irã                  | 1 – 0     | Emirados Árabes Unidos | Brisbane Stadium, Brisbane              |
| 19:00         | Ghoochannejhad 90+1' | Relatório |                        | Público: 11 394 Árbitro: JPN Ryuji Sato |

| 19 de janeiro | Catar         | 1 – 2     | Bahrein               | Stadium Australia, Sydney                      |
| 20:00         | Al-Haidos 68' | Relatório | Saeed 34' · Ahmed 82' | Público: 4 841 Árbitro: OMA Abdullah Al Hilali |

### Grupo D
| Seleção   | P | J | V | E | D | GP | GC | SG  |
| --------- | - | - | - | - | - | -- | -- | --- |
| Japão     | 9 | 3 | 3 | 0 | 0 | 7  | 0  | +7  |
| Iraque    | 6 | 3 | 2 | 0 | 1 | 3  | 1  | +2  |
| Jordânia  | 3 | 3 | 1 | 0 | 2 | 5  | 4  | +1  |
| Palestina | 0 | 3 | 0 | 0 | 3 | 1  | 11 | –10 |

| 12 de janeiro | Japão                                                 | 4 – 0     | Palestina | Newcastle Stadium, Newcastle                   |
| 18:00         | Endō 8' · Okazaki 25' · Honda 43' (pen) · Yoshida 49' | Relatório |           | Público: 17 147 Árbitro: QAT Abdulrahman Abdou |

| 12 de janeiro | Jordânia | 0 – 1     | Iraque    | Brisbane Stadium, Brisbane                   |
| 19:00         |          | Relatório | Kasim 77' | Público: 6 840 Árbitro: KSA Fahad Al-Mirdasi |

| 16 de janeiro | Palestina     | 1 – 5     | Jordânia                                           | Melbourne Rectangular Stadium, Melbourne    |
| 18:00         | Ihbeisheh 84' | Relatório | Al-Rawashdeh 32' · Al-Dardour 34', 45+2', 75', 79' | Público: 10 808 Árbitro: KOR Kim Jong-Hyeok |

| 16 de janeiro | Iraque | 0 – 1     | Japão           | Brisbane Stadium, Brisbane                   |
| 19:00         |        | Relatório | Honda 23' (pen) | Público: 22 941 Árbitro: IRN Alireza Faghani |

| 20 de janeiro | Japão                  | 2 – 0     | Jordânia | Melbourne Rectangular Stadium, Melbourne     |
| 20:00         | Honda 24' · Kagawa 82' | Relatório |          | Público: 25 016 Árbitro: UZB Ravshan Irmatov |

| 20 de janeiro | Iraque                  | 2 – 0     | Palestina | Canberra Stadium, Camberra                          |
| 20:00         | Mahmoud 48' · Yasin 88' | Relatório |           | Público: 10 235 Árbitro: UAE Abdulla Hassan Mohamed |

## Fase final
|  | Quartas de final             | Quartas de final          |                        |                        | Semifinais     | Semifinais     |  |  | Final                     | Final |
|  |                              |                           |                        |                        |                |                |  |  |                           |       |
|  | 22 de janeiro – Melbourne    |                           |                        |                        |                |                |  |  |                           |       |
|  |                              |                           |                        |                        |                |                |  |  |                           |       |
|  | Coreia do Sul (pro)          | 2                         |                        |                        |                |                |  |  |                           |       |
|  | Coreia do Sul (pro)          | 2                         | 26 de janeiro – Sydney |                        |                |                |  |  |                           |       |
|  | Uzbequistão                  | 0                         |                        |                        |                |                |  |  |                           |       |
|  | Uzbequistão                  | 0                         | Coreia do Sul          | 2                      |                |                |  |  |                           |       |
|  | 23 de janeiro – Camberra     |                           | Coreia do Sul          | 2                      |                |                |  |  |                           |       |
|  |                              | Iraque                    | 0                      |                        |                |                |  |  |                           |       |
|  | Irã                          | Iraque                    | 0                      | 3 (6)                  |                |                |  |  |                           |       |
|  | Irã                          |                           | 31 de janeiro – Sydney | 3 (6)                  |                |                |  |  |                           |       |
|  | Iraque (pen)                 | 3 (7)                     |                        |                        |                |                |  |  |                           |       |
|  | Iraque (pen)                 | 3 (7)                     | Coreia do Sul          | 1                      |                |                |  |  |                           |       |
|  | 22 de janeiro – Brisbane     |                           | Coreia do Sul          | 1                      |                |                |  |  |                           |       |
|  |                              | Austrália (pro)           | 2                      |                        |                |                |  |  |                           |       |
|  | China                        | Austrália (pro)           | 2                      | 0                      |                |                |  |  |                           |       |
|  | China                        | 27 de janeiro – Newcastle |                        | 0                      |                |                |  |  |                           |       |
|  | Austrália                    | 2                         |                        |                        |                |                |  |  |                           |       |
|  | Austrália                    | 2                         | Austrália              | 2                      | Terceiro lugar | Terceiro lugar |  |  |                           |       |
|  | 23 de janeiro – Sydney       |                           | Austrália              | 2                      | Terceiro lugar | Terceiro lugar |  |  |                           |       |
|  |                              | Emirados Árabes Unidos    | 0                      |                        |                |                |  |  |                           |       |
|  | Japão                        | Emirados Árabes Unidos    | 0                      | 1 (4)                  | Iraque         | 2              |  |  |                           |       |
|  | Japão                        |                           |                        | 1 (4)                  | Iraque         | 2              |  |  |                           |       |
|  | Emirados Árabes Unidos (pen) | 1 (5)                     |                        | Emirados Árabes Unidos | 3              |                |  |  |                           |       |
|  | Emirados Árabes Unidos (pen) | 1 (5)                     |                        |                        | 3              |                |  |  |                           |       |
|  |                              |                           |                        |                        |                |                |  |  | 30 de janeiro – Newcastle |       |
|  |                              |                           |                        |                        |                |                |  |  |                           |       |

### Quartas de final
| 22 de janeiro | Coreia do Sul            | 2 – 0 (pro) | Uzbequistão | Melbourne Rectangular Stadium, Melbourne      |
| 18:30         | Son Heung-Min 104', 120' | Relatório   |             | Público: 23 381 Árbitro: KSA Fahad Al-Mirdasi |

| 22 de janeiro | China | 0 – 2     | Austrália       | Brisbane Stadium, Brisbane                  |
| 20:30         |       | Relatório | Cahill 48', 65' | Público: 46 067 Árbitro: KOR Kim Jong-Hyeok |

| 23 de janeiro | Irã                                                  | 3 – 3 (pro) | Iraque                                      | Canberra Stadium, Camberra                     |
| 17:30         | Azmoun 24' · Pouraliganji 103' · Ghoochannejhad 119' | Relatório   | Yasin 56' · Mahmoud 93' · Ismail 116' (pen) | Público: 18 921 Árbitro: AUS Benjamin Williams |

|                                                                              |       | Penalidades                                                |  |
| Hajsafi Pouraliganji Nekounam Hosseini Ghafouri Jahanbakhsh Teymourian Amiri | 6 – 7 | Abdul-Amir Salem Ismail Adnan Mahmoud Kasim Hussein Shakir |  |

| 23 de janeiro | Japão         | 1 – 1 (pro) | Emirados Árabes Unidos | Stadium Australia, Sydney                    |
| 20:30         | Shibasaki 81' | Relatório   | Mabkhout 7'            | Público: 19 094 Árbitro: IRN Alireza Faghani |

|                                                |       | Penalidades                                            |  |
| Honda Hasebe Shibasaki Toyoda Morishige Kagawa | 4 – 5 | O. Abdulrahman Mabkhout Esmaeel Hassan Fardan I. Ahmed |  |

### Semifinal
| 26 de janeiro | Coreia do Sul                          | 2 – 0     | Iraque | Stadium Australia, Sydney               |
| 20:00         | Lee Jung-Hyup 20' · Kim Young-Gwon 50' | Relatório |        | Público: 36 053 Árbitro: JPN Ryuji Sato |

| 27 de janeiro | Austrália                   | 2 – 0     | Emirados Árabes Unidos | Newcastle Stadium, Newcastle                 |
| 20:00         | Sainsbury 3' · Davidson 14' | Relatório |                        | Público: 21 079 Árbitro: UZB Ravshan Irmatov |

### Disputa pelo 3º lugar
| 30 de janeiro | Iraque                | 2 – 3     | Emirados Árabes Unidos               | Newcastle Stadium, Newcastle                 |
| 20:00         | Salem 28' · Kalaf 42' | Relatório | Khalil 16', 51' · Mabkhout 57' (pen) | Público: 12 829 Árbitro: BHR Nawaf Shukralla |

### Final
| 31 de janeiro | Coreia do Sul       | 1 – 2 (pro) | Austrália                | Stadium Australia, Sydney                    |
| 20:00         | Son Heung-Min 90+1' | Relatório   | Luongo 45' · Troisi 105' | Público: 76 385 Árbitro: IRN Alireza Faghani |

## Premiações
| Copa da Ásia de 2015         |
| Austrália                    |
| ---------------------------- |
| AUSTRÁLIA Campeã (1º título) |

Individuais
| Chuteira de Ouro | Luva de Ouro    | MVP                | Fair Play |
| ---------------- | --------------- | ------------------ | --------- |
| UAE Ali Mabkhout | AUS Mathew Ryan | AUS Massimo Luongo | Austrália |

## Artilharia
| 5 gols (1) - UAE Ali Mabkhout 4 gols (2) - JOR Hamza Al-Dardour - UAE Ahmed Khalil 3 gols (4) - AUS Tim Cahill - JPN Keisuke Honda - KOR Son Heung-Min - KSA Mohammad Al-Sahlawi 2 gols (9) - AUS James Troisi - AUS Massimo Luongo - CHN Sun Ke - IRN Reza Ghoochannejhad - IRN Sardar Azmoun - IRQ Ahmed Yasin Ghani - IRQ Younis Mahmoud - KOR Lee Jung-Hyup - UZB Sardor Rashidov | 1 gol (39) - AUS Jason Davidson - AUS Mark Milligan - AUS Matt McKay - AUS Mile Jedinak - AUS Robbie Kruse - AUS Tomi Juric - AUS Trent Sainsbury - BHR Jaycee John Okwunwanne - BHR Sayed Jaafar Ahmed - BHR Sayed Saeed - CHN Wu Xi - CHN Yu Hai - IRN Ehsan Hajsafi - IRN Masoud Shojaei - IRN Morteza Pouraliganji - IRQ Amjad Kalaf - IRQ Dhurgham Ismail - IRQ Yaser Kasim - IRQ Waleed Salem Al-Lami - JOR Yousef Al-Rawashdeh - JPN Gaku Shibasaki | 1 gol (continuação) - JPN Maya Yoshida - JPN Shinji Kagawa - JPN Shinji Okazaki - JPN Yasuhito Endō - KOR Cho Young-Cheol - KOR Kim Young-Gwon - KOR Nam Tae-Hee - KSA Naif Hazazi - KSA Nawaf Al Abed - KUW Hussain Fadhel - OMA Abdulaziz Al-Muqbali - PLE Jaka Ihbeisheh - PRK Ryang Yong-Gi - QAT Hassan Al-Haidos - QAT Khalfan Ibrahim - UZB Igor Sergeev - UZB Odil Ahmedov - UZB Vokhid Shodiev Gols contra (2) - CHN Gao Lin (para a Coreia do Norte) - UAE Mohamed Husain (para o Bahrein) |